# Nikolski (plaats)
Nikolski is een plaats (census-designated place) in de Amerikaanse staat Alaska, en valt bestuurlijk gezien onder Aleutians West Census Area.

## Demografie
Bij de volkstelling in 2000 werd het aantal inwoners vastgesteld op 39.

## Geografie
Volgens het United States Census Bureau beslaat de plaats een oppervlakte van
344,0 km², waarvan 342,1 km² land en 1,9 km² water.

## Plaatsen in de nabije omgeving
De onderstaande figuur toont nabijgelegen plaatsen in een straal van 244 km rond Nikolski.